# گقام ساریان
گِقام باغداساری باغداساریان (به ارمنی: Գեղամ Բաղդասարի Բաղդասարյան)، متخلص به گقام ساریان (به ارمنی: Գեղամ Սարյան)، (زاده ۲۵ دسامبر [سبک قدیمی: ۱۲ دسامبر] ۱۹۰۲ در تبریز - درگذشته ۱۴ نوامبر ۱۹۷۶ در ایروان) شاعر و مترجم ارمنی بود.

## زندگی
گقام ساریان تحصیلات ابتدائی را در «آموزشگاه آرامیان تبریز» آغاز کرد و در سال ۱۹۲۰ مدرسه مرکزی مذهبی تبریز را به پایان برد و به کار آموزگاری در مراغه و روستاهای ارسباران پرداخت. در سال ۱۹۲۲ به ارمنستان مهاجرت کرد و تا سال ۱۹۲۶ به شغل آموزگاری ادامه داد. در سال‌های ۱۹۲۷ و ۱۹۲۸ ویراستار برخی از نشریات از جمله «آوانگار» بود. در سال‌های ۱۹۳۴ و ۱۹۳۵ دبیر مسئول ماهنامه «ادبیات شوروی» بود. گقام ساریان در سال‌های ۱۹۴۶، ۱۹۶۲ و ۱۹۷۰ به واسطه فعالیت‌های پر دامنه ادبی، به عضویت «شورای عالی دولتی ارمنستان» برگزیده شد.

## نمونه آثار
شعری از گقام ساریان به نام «تو پاک بمان»
تو پاک بمان
چون برف قله‌های آسمان فرسا
با فتنه‌ها و فریب‌های زندگی
تو مشو همصدا هرگز!
چونکه انسان زادی تو
طبیعت تو را شکوه بخشیده ست
در رزم برای نجات این عطیه حتی
از مرگ هم مهراس!

## شعری از گقام ساریان به نام «لبخند واپسین بدرود
با تو من بسیار گشته‌ام
و اینک، سال‌های فراوانی گذشته است
گاهی تو را به یاد آورده‌ام
و گاهی نیز از یاد برده‌ام تو را
اما، در جان تشنهٔ من هنوز
با آنکه تو در خاک و خاک شده‌ای
لبخند واپسین بدرودت بر جای مانده است…